# Завадзьке
Завадзьке (пол. Zawadzkie, нім. Zawadzki) — місто в південно-західній Польщі.
Належить до Стшелецького повіту Опольського воєводства.

## Демографія
Демографічна структура станом на 31 березня 2011 року:
|          | Загалом | Допрацездатний вік | Працездатний вік | Постпрацездатний вік |
| -------- | ------- | ------------------ | ---------------- | -------------------- |
| Чоловіки | 3830    | 583                | 2765             | 482                  |
| Жінки    | 3954    | 564                | 2501             | 889                  |
| Разом    | 7784    | 1147               | 5266             | 1371                 |